# Нижньо-Амурський ВТТ
Нижньо-Амурський ВТТ (рос. Нижамурлаг, Нижне-Амурлаг, Нижнеамурлаг, Нижнеамурский ИТЛ, Нижне-Амурский ИТЛ и Строительство, ИТЛ и Строительство Нижнеамурстроя) — підрозділ, що діяв у системі виправно-трудових установ СРСР.

## Історія
Нижамурлаг був створений у 1938 році.
Управління містилося в Хабаровському краї: спочатку в місті Комсомольськ-на-Амурі, потім у селищі Хунгарі, і пізніше в селищі Мулі (нині селище Високогірний).
Оперативне командування здійснювало:
- спочатку Управління залізничного будівництва на Далекому Сході (УЖДС на ДВ),
- потім Головне управління таборів залізничного будівництва (ГУЛЖДС),
- Управління будівництва 500,
- Східне управління будівництва й таборів БАМ, пізніше знов увійшов у структуру ГУЛЖДС.

Після реформування системи правоохоронних органів Нижамурлаг увійшов до складу Головного управління таборів (ГУЛАГ) Міністерства юстиції, потім до складу ГУЛАГ Міністерства внутрішніх справ і пізніше був перепідпорядкований Управлінню виправно-трудових таборів і колоній Управління внутрішніх справ Хабаровського краю.
Максимальна одноразова кількість ув'язнених могла становити понад 64 000 осіб.
Основним видом виробничої діяльності ув'язнених було будівництво (промислове, залізничне та цивільне).
Нижамурлаг був закритий 1947 року, знову створений у 1948 році й остаточно припинив своє існування в 1955 році.